# Alexis Curvers
Alexis Curvers (* 24. Februar 1906 in Lüttich; † 7. Februar 1992 ebenda) war ein belgischer Schriftsteller französischer Sprache.

## Leben und Werk
Alexis Curvers besuchte das Jesuitenkolleg Saint-Servais in Lüttich und studierte an der Universität Lüttich alte Sprachen (Abschluss 1927). Er gab die Zeitschrift Les Cahiers mosans. Revue mensuelle de littérature et de critique (1924–1936) heraus, die Maurice Barrès zum Vorbild hatte. 1937 und 1939 veröffentlichte er zwei Romane im Verlag Gallimard. Sein größter Erfolg war 1957 ein Roman über Rom (Tempo di Roma), der im Verlag Robert Laffont erschien, weil Gallimard ihn abgelehnt hatte. Er wurde auch ins Deutsche übersetzt, erhielt den Prix Sainte-Beuve und wurde 1963 von Denys de La Patellière verfilmt (mit Charles Aznavour, Arletty und Gregor von Rezzori in den Hauptrollen). Marc Quaghebeur nannte Curvers‘ Schreibweise „neo-klassisch“.
Curvers schrieb in der rechtskatholischen Zeitschrift Itinéraires. Chroniques et documents (1956–1996).
Alexis Curvers war von 1932 bis zu ihrem Tod mit Marie Delcourt verheiratet, die an der Universität Lüttich einen Lehrstuhl besetzte.

## Werke (Auswahl)
- (mit Jean Sarrazin=Jean Hubaux 1894–1959) Bourg-le-Rond. Roman. Gallimard, Paris 1937. (Kommerzialisierung eines Wallfahrtsortes, inspiriert von Banneux)
- Printemps chez des ombres. Roman. Gallimard, Paris 1939. (Jugend in bürgerlichem Milieu)
- Ce vieil Œdipe. Drame satyrique. Brüssel 1947.
- Cahier de poésies (1922–1949). F. Bernouard, Paris 1949.
- Tempo di Roma. Roman. R. Laffont, Paris 1957. Actes Sud, Arles 1991 (Prix Sainte-Beuve 1957)
  - (deutsch) Tempo di Roma. Ein Taugenichts in Rom. Stahlberg, Karlsruhe 1958. (übersetzt von Friedrich Hagen)
    - (anderer Titel) Herrliche Zeiten in Rom. Europäischer Buchklub 1960.
- (mit Georges-Henri Dumont) Les délices du pays de Meuse. Charles Dessart, Brüssel 1960.
- Pie XII, le pape outragé.  R. Laffont, Paris 1964. (Essay)
- Le monastère des deux saints Jean. Récit. Actes Sud, Arles 1980.